# アレクサンダー・ハラヴェ
アレクサンダー・ハラヴェ（Alexander Halavais、1971年7月21日 - ）は、アリゾナ州立大学の社会学の准教授、社会メディア研究者、Association of Internet Researchers 会長。アリゾナ州立大学の教員となる前は、クイニピーアク大学 (Quinnipiac University) のインタラクティブ・メディア・プログラム、ニューヨーク州立大学バッファロー校情報学部 (the School of Informatics)、ワシントン大学 (ワシントン州) で教鞭を執っていた。
ハラヴェは、1993年にカリフォルニア大学アーバイン校で政治学の学士号を、2001年にはワシントン大学からコミュニケーション学のPh.D.を取得している。博士論文は、スラッシュドットのウェブサイトがもつ社会的意義について検討したものである。このほか、カリフォルニア大学サンディエゴ校ではコミュニケーションと認知科学、サンタフェ研究所では複雑適応系のコースワークを修めている。
『Online Journalism Review』は、ハラヴェのことを、コンピュータを介して人々が結びつくことが社会全体に及ぼす様相を研究している、多数の「ブロゴロジスト (blogologists)」のひとりだとしている。ハラヴェの研究業績は、ブログの教育における用いられ方や、ハイパーリンクの国際的なパターン、パーソナル・ブランディング (personal branding) の効用と落とし穴、インターネットにおけるポルノグラフィの役割などに及んでいる。ハラヴェは、サイバーポルノと社会についての論集を編集したこともある。
デレク・ラカフ (Derek Lackaff) との共同研究では、アメリカ議会図書館分類表を用いて、ウィキペディアと『Books In Print』がカバーする領域の比較に取り組んだ。
ハラヴェは、ハイパーリンク分析や、ウェブメトリクス (webometrics) の初期の提唱者のひとりであり、アメリカ合衆国国内の都市間におけるハイパーリンクを検討し、さらに国境とハイパーリンクの関係を論じた。マリア・ガリード (Maria Garrido) との共同研究では、世界中のNGOや草の根組織の結びつきのパターンについて検討している。
ウィキペディアが、正確な情報を提供する信頼に足る情報源といえるかどうかを試すために、ハラヴェはよく知られたウィキペディアへのヴァンダリズムを仕掛けた。後にハラヴェは、これを「イスズ実験 (the Isuzu Experiment)」と称した。ハラヴェは、ウィキペディアの記述を13か所において、一見もっともらしい偽りの記述に書き換えてみた。多数のウィキペディアの編集者たちが誤りに気付き、速やかに記事を訂正した。
近刊は『ネット検索革命 (Search Engine Society)』である。近年では、参加型統治 (participatory government) における相互監視 (peer to peer surveillance) についての議論を展開している。

## おもな業績

### 単著
- Halavais, Alexander (2009). Search Engine Society. Cambridge: Polity.
  - 日本語訳：田畑暁生 訳、ネット検索革命、青土社、2009年